# Darkdancer
Darkdancer è il secondo album prodotto da Les Rythmes Digitales, pubblicato il 24 maggio 1999.

## Tracce
CD (WALL CD 021)
- 01. Dreamin'
- 02. Music Makes You Lose Control
- 03. Soft Machine
- 04. Hypnotise
- 05. (Hey You) What's That Sound?
- 06. Take a Little Time
- 07. From Disco to Disco
- 08. Brothers
- 09. Jacques Your Body (Make Me Sweat)
- 10. About Funk
- 11. Sometimes
- 12. Damaged People

Doppio LP (WALL LP 021)
- A1. Dreamin'
- A2. Music Makes You Lose Control
- A3. Soft Machine
- B1. Hypnotise
- B2. (Hey You) What's That Sound?
- B3. Take a Little Time
- C1. From Disco to Disco
- C2. Brothers
- C3. Jacques Your Body (Make Me Sweat)
- D1. About Funk
- D2. Sometimes
- D3. Damaged People

LP Picture Disc (WALL LP 021 X)
- A1. Dreamin'
- A2. Music Makes You Lose Control
- A3. Soft Machine
- A4. Hypnotise
- A5. (Hey You) What's That Sound?
- A6. Take a Little Time
- B1. From Disco to Disco
- B2. Brothers
- B3. Jacques Your Body (Make Me Sweat)
- B4. About Funk
- B5. Sometimes
- B6. Damaged People